# Dichaetophora sakagamii
Dichaetophora sakagamii är en tvåvingeart som först beskrevs av Masanori Joseph Toda 1989.  Dichaetophora sakagamii ingår i släktet Dichaetophora och familjen daggflugor. Inga underarter finns listade i Catalogue of Life.